# Commission nationale de contrôle de la protection des données à caractère personnel
La Commission nationale de contrôle de la protection des données à caractère personnel ou CNDP est une commission marocaine, créée par la loi n°09-08 du 18 février 2009, relative à la protection des personnes physiques à l’égard du traitement des données à caractère personnel. Elle est chargée de vérifier que les traitements des données personnelles sont licites, légaux et qu’ils ne portent pas atteinte à la vie privée, aux libertés et droits fondamentaux de l’homme. La Commission est formée de personnalités notoirement connues pour leur impartialité, leur probité morale et leur compétence dans les domaines juridiques, judiciaires et informatiques.

## Composition de la Commission
La commission est dirigée par un président, nommé par le roi du Maroc. Ce dernier nomme également six membres sur proposition du :
- Premier ministre (deux membres) ;
- Président de la Chambre des représentants (deux membres) ;
- Président de la Chambre des conseillers (deux membres).

Les membres de la commission sont désignés pour une période de cinq ans, renouvelable une seule fois.

## Missions
La CNDP a pour objectif principal de veiller au respect des libertés et droits fondamentaux des personnes physiques à l'égard des traitements de données à caractère personnel.
Les missions de la Commission peuvent être résumées en 5 grands axes :

### Information et sensibilisation
La CNDP assure une mission d'information et de sensibilisation auprès
des individus des organismes et des institutions publiques et privées. A
cet effet, elle veille à :
- Informer les personnes physiques sur les droits que leur confère le  nouveau cadre juridique réglementant l'utilisation de leurs données  personnelles au Maroc.
- Conseiller et accompagner les individus en vue de se prémunir contre tout abus d'utilisation de leurs données personnelles.
- Sensibiliser les organismes publics et privés sur leurs obligations  et les meilleures pratiques en matière de traitement des données  personnelles.
- Conseiller et accompagner les responsables de traitement dans la  mise en œuvre du processus de conformité aux dispositions de la loi  09-08 et de ses textes d'application.
- Expliquer aux opérateurs économiques les règles et les mécanismes régissant le transfert des données personnelles à l'étranger.

### Conseil et proposition
La CNDP assure une mission de conseil auprès du gouvernement, du parlement et des autres administrations, sur les aspects relatifs à la protection des données personnelles. À cet effet :
- Elle donne son avis sur les projets et propositions de lois et de règlements relatifs au traitement des données à caractère personnel ;
- Elle aide le gouvernement à préparer la position marocaine lors des négociations internationales en la matière ;
- Elle présente au gouvernement toute suggestion ou proposition de législation ayant trait à la protection d'informations nominatives.

### Protection
La CNDP est l’organe marocain chargé de la protection des données personnelles. À ce titre, elle œuvre à l'instauration d'une meilleure transparence dans l'utilisation des données personnelles par les organismes publics et privés et à garantir l'équilibre entre le respect de la vie privée des individus et le besoin des organismes d'utiliser les données personnelles dans leurs activités.
En vue d'assurer ce rôle, la CNDP veille à :
- L'instruction des plaintes des individus;
- Le traitement des déclarations et des demandes d'autorisation des responsables de traitement.
- La tenue du registre public.

### Contrôle et investigation
La CNDP est dotée de pouvoirs d'investigation et d'enquête lui permettant de contrôler et de vérifier que les traitements des données personnelles sont effectués conformément aux dispositions de la loi 09-08 et de ses textes d'application. À cet effet, ses agents peuvent accéder directement à tous les éléments intervenant dans les processus de traitement (les données, les équipements, les locaux, les supports d'information …..). Ces contrôles peuvent donner lieu à des sanctions administratives, pécuniaires ou pénales.

### Veille juridique et technologique
La CNDP surveille, étudie et analyse les tendances et les mutations technologiques, économiques, juridiques et sociétales pouvant affecter la protection des données personnelles au Maroc.